# Flensburger Schiffbau-Gesellschaft
Flensburger Schiffbau-Gesellschaft est une entreprise de construction navale, située dans la ville de Flensbourg dans le nord de l'Allemagne

## Historique

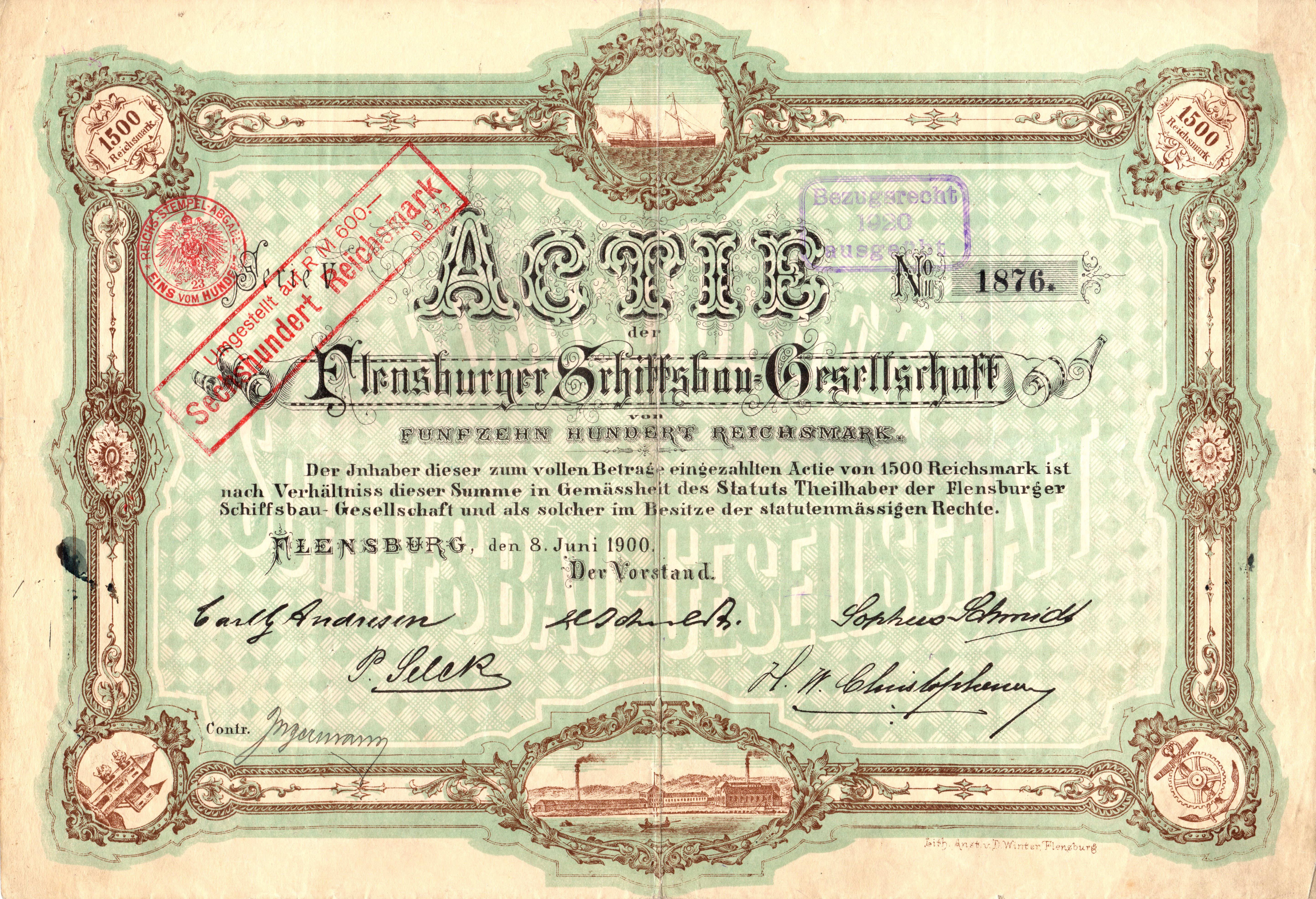
Action de la Flensburger Schiffsbau-Gesellschaft en date du 8 juin 1900

Les chantiers 'Flensburger Schiffbau-Gesellschaft ont été fondés en 1872 par un groupe de cinq armateurs locaux qui, auparavant, avaient tous leurs bateaux à vapeur construit en Angleterre comme la plupart des armateurs allemands l'ont fait au XIXe siècle.
Le premier navire construit, le grand voilier Doris Brodersen à coque métallique, a été livré à l'un des partenaires fondateurs en 1875. Le cargo à vapeur Septima a été commandé un an plus tard.
Depuis les chantiers Flensburger Schiffbau-Gesellschaft ont livré plus de 700 unités de différents types de bateaux à cargaison et bateaux à moteur et a également construit des voiliers, des péniches, des docks flottants, des pétroliers, des navires de pêche, des navires à passagers, des navires de guerre et même des sous-marins.
Flensburger Schiffbau-Gesellschaft a été acquis par Egon Oldendorff en mars 1990, puis revendu à certains membres de l'encadrement en décembre 2008.

## Sélection de navires construits par Flensburger Schiffbau-Gesellschaft

### Navires historiques
- Doris Brodersen, premier navire construit, un grand voilier livré en 1875
- Septima, premier vapeur livré en 1876
- Deutschland et Brême, deux sous-marins de la marine marchande livrés en 1916
- 1939 - 1945, la livraison de 28 sous-marins (Unterseeboot) de Type VII C et VII C/41.

| Type     | Bateaux         | Nbre | N° fabrique | Construction |
| -------- | --------------- | ---- | ----------- | ------------ |
| VII C    | U-351 à U-366   | 16   | 470 à 485   | 1939 à 1943  |
| VII C    | U-367 à U-370   | 4    | 490 à 493   | 1941 à 1943  |
| VII C/41 | U-1301 à U-1308 | 8    | 494 à 501   | 1942 à 1945  |

Le premier sous-marin lancé par les chantiers Flensburger Schiffbau-Gesellschaft a été le U-351 le 27 mars 1941, et le dernier sous-marin a été le U-1308 le 22 novembre 1944. Il s'agit de sous-marins qui ont été effectivement mis en service dans la Kriegsmarine.

### Navires contemporains
Transport civil
- UND Adriyatik, un navire roulier RO-RO livré en 2001 pour U.N Ro-Ro İşletmeleri A.Ş, une société de transport turque.
- Trois ferries de classe côtier pour la compagnie canadienne BC Ferries.
- MV Northern Expedition pour la compagnie BC Ferries pour la ligne Port Hardy à Prince Rupert.
- Huit ferries de fret ConRo220 pour la compagnie Cobelfret.
- Six ferries de fret RoRo3900 pour la compagnie DFDS.
- Huit ferries de fret RoRo3750 pour la compagnie Ulosoy Sealines.
- Deux ferries de fret ConRo220 pour la compagnie Bore Ltd/Rettig Group Ltd.
- Quatre ferries de fret RoRo2200 pour la compagnie Seatruck Ferries.

Navires de guerre
- Trois navires classe Oste (type 423), navires de surveillance électroniques pour la marine allemande.
- Deux navires classe Elbe (type 404), navires de ravitaillement pour la marine allemande.
- Deux navires classe Berlin (type 702), navires de ravitaillement pour la marine allemande.
- Quatre des six rouliers de classe Point class pour le transport stratégique pour le ministère britannique de la Défense.

## Galerie
Une galerie de navires construits par Flensburger..

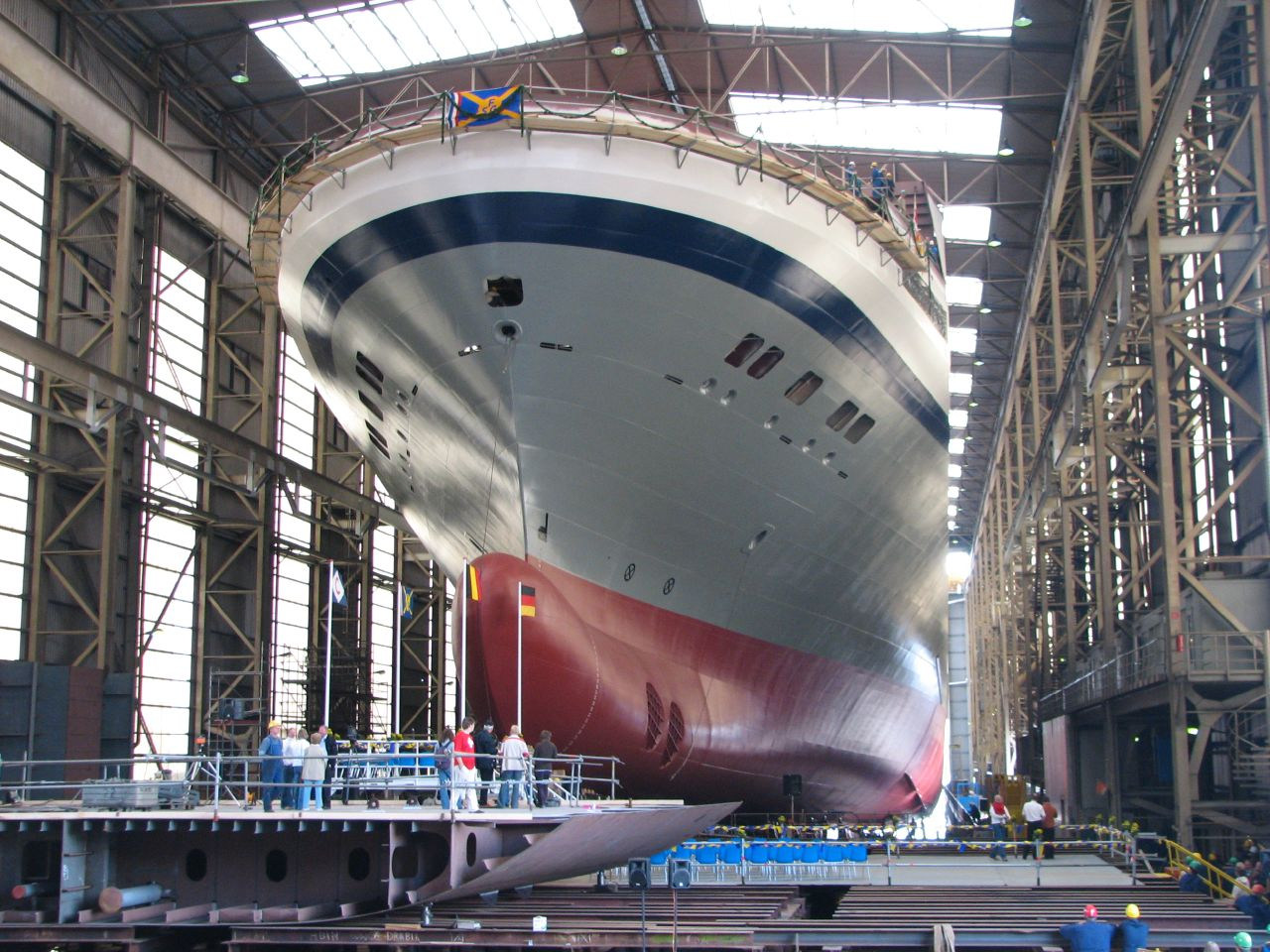
Pauline, un navire roulier pour Cobelfret Ferries
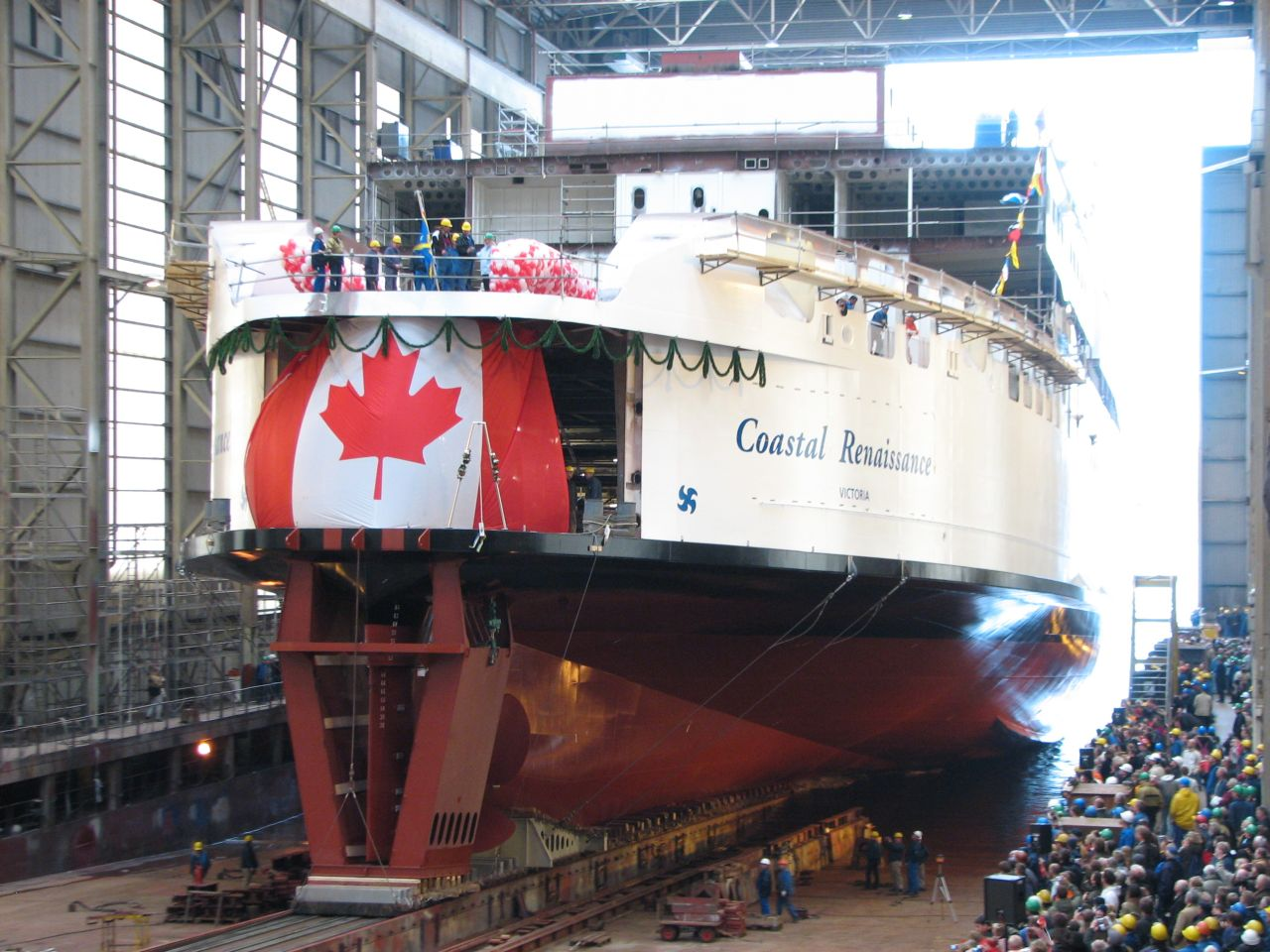
Lancement du Coastal Renaissance
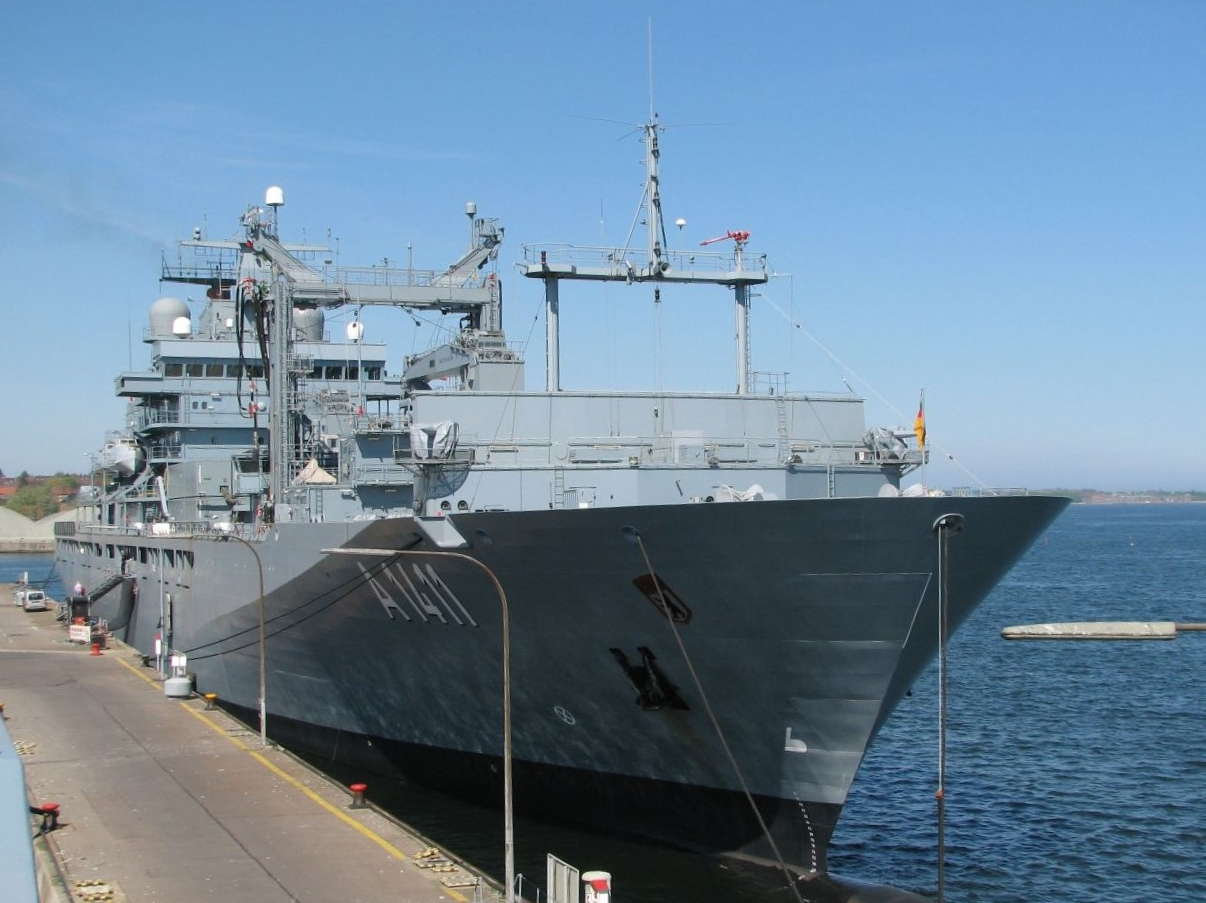
Pétrolier ravitailleur Berlin de la marine allemande
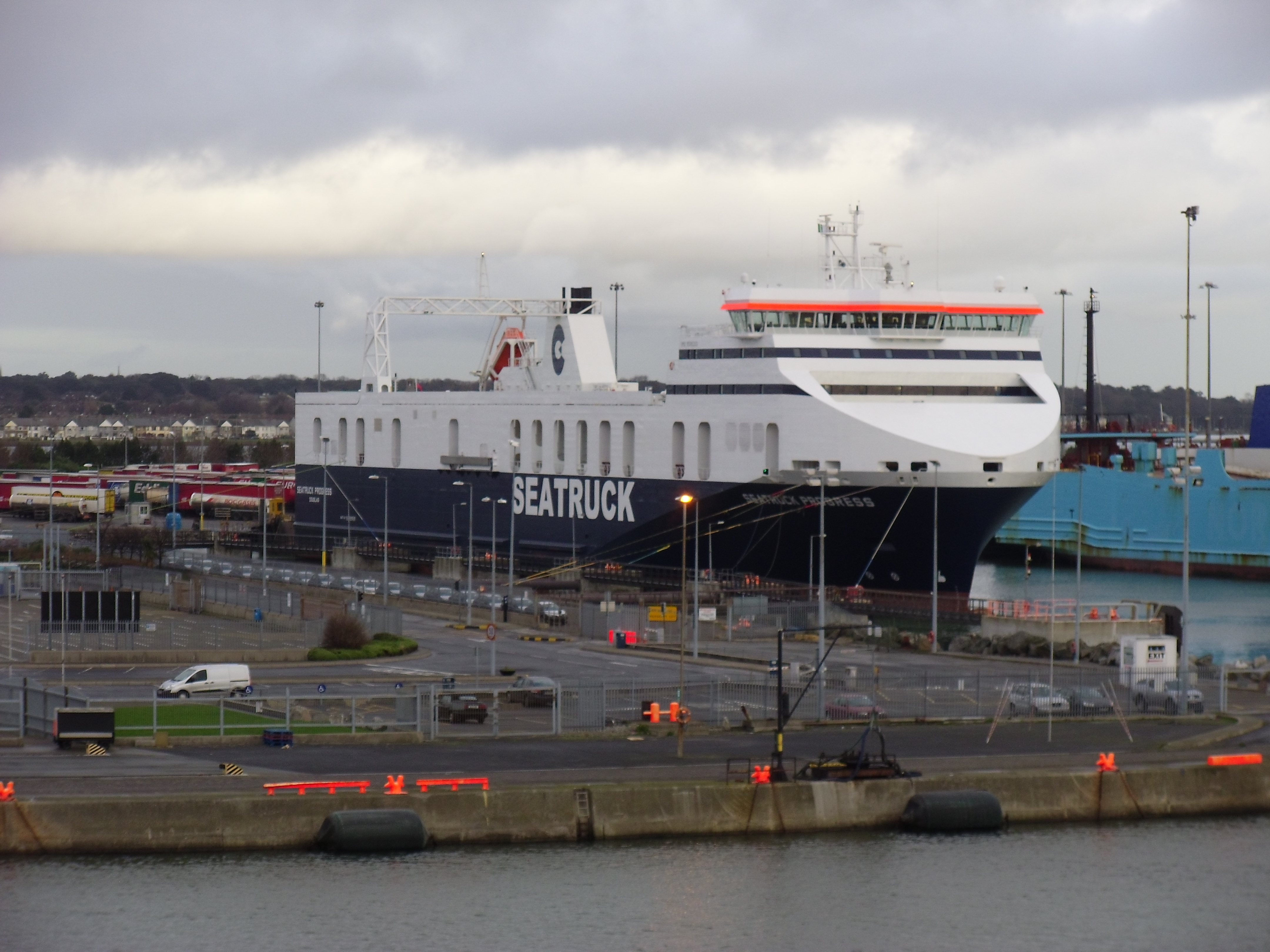
Seatruck Progress, un ferry type RoRo2200

## Sources
- (en) Cet article est partiellement ou en totalité issu de l’article de Wikipédia en anglais intitulé « Flensburger Schiffbau-Gesellschaft » (voir la liste des auteurs).